# 타이탄의 지배자
《타이탄의 지배자》(영어: Creature 다른 제목 The Titan Find 혹은 Titan Find)는 미국에서 제작된 윌리엄 멀론 감독의 1985년 SF 공포 영화이다. 스탠 아이바, 웬디 샬, 라이먼 워드, 클라우스 킨스키 등이 출연하였고, 윌리엄 G. 던 등이 제작에 참여하였다.

## 출연진
- 스탠 아이바 - 마이크 데이비슨 역
- 웬디 샬 - 베스 슬레이든 역
- 라이먼 워드 - 데이비드 퍼킨스 역
- 로버트 재피 - 존 퍼넬 역
- 다이앤 샐린저 - 멜러니 브라이스 역
- 애넷 매카시 - 웬디 H. 올리버 박사 역
- 마리 로린 - 수전 덜람브레이 역
- 클라우스 킨스키 - 한스 루디 호프너 역
- 존 스틴슨
- 짐 매케니
- 버클리 노리스
- 마이클 그리즈월드
- 데이비드 모지스

## 기타 제작진
- 배역: 조해나 레이
- 특수 효과: 로버트 스코택
- 제작 관리: 수닐 R. 샤